# Eduardo Márquez Talledo
Eduardo Márquez Talledo (Callao, Perú, 25 de febrero de 1902 - id. 29 de enero de 1975) fue un compositor peruano responsable de la pieza en ritmo de vals "Nube Gris".
En el 2017, la obra musical de Márquez Talledo fue declarada Patrimonio Cultural de la Nación.

## Biografía
Hijo de Tomás Márquez y Ubaldina Talledo, nació en una familia muy modesta. A los 11 años debió dejar el colegio para trabajar sucesivamente como ayudante de albañilería, calderero y mecánico. Muy joven aprendió a tocar guitarra e integró el trío de cuerdas más famoso de la radiodifusión en el Perú: Márquez, García y Barraza. 
Formó y dirigió el "Conjunto Callao" integrado por los guitarristas Manuel García y Lucho Valera con los cantores José Cómena, Alberto Mecklemburg, Ernesto La Hoz y Otoniel Villamonte, conjunto de gran recordación en el ambiente bohemio.
Trabajó en Radio Grellaud y Radio Lima. Formó un trío con Manuel García y Carlos Barraza. Pero antes, para poder vivir, debió ejercer los mil y un oficios; fue mecánico, ebanista y ayudante de calderero. Su primer vals "Vivir sin ser amado", fue compuesto en 1927. 
Márquez Talledo es uno de los compositores más prolíficos de la música criolla. Se calcula que compuso no menos de 300 temas, la mayoría muy populares. En 1940 hizo conjuntamente con la poetisa Serafina Quinteras un vals de antología en homenaje a Felipe Pinglo "Mi primera Elegía".
Sus primeras composiciones se titularon: "Vivir sin ser amado" y "Desengaño". Luego vendrían grandes éxitos como es el caso de "Nube Gris", "Ventanita", "Callao", "Desconsuelo", "Yo no Niego", "Alma de mi Alma" y muchas más.
Podría decirse que Nube Gris, un vals clásico de clásicos es el más ecuménico del cancionero criollo. Su difusión por el mundo superó en algún momento a temas como «El plebeyo» y «La flor de la canela». Incluso se conocen versiones en idiomas tan disímiles como el griego y el japonés. Fue el primer Presidente de la Asociación Peruana de Autores y Compositores (APDAYC), institución que fundó con su propio peculio el 20 de febrero de 1952.
Chalaco criollo, jaranista, serenatero, acaso como una muestra de su sensibilidad artística o como testimonio de su capacidad de compositor escribió el tango "No vuelvas a mí", que popularizaron Guillermo Arana y Roberto Dady.
Durante muchos años dirigió su propio negocio en el Callao, enseñando a tocar guitarra y componiendo toda clase de instrumentos de cuerda. Falleció en 1975 en el Hospital San Juan de Dios, de su querida tierra natal.